# Iglesia de San Felipe (Brihuega)
La iglesia de San Felipe es un templo católico de la localidad española de Brihuega, en la provincia de Guadalajara

## Descripción

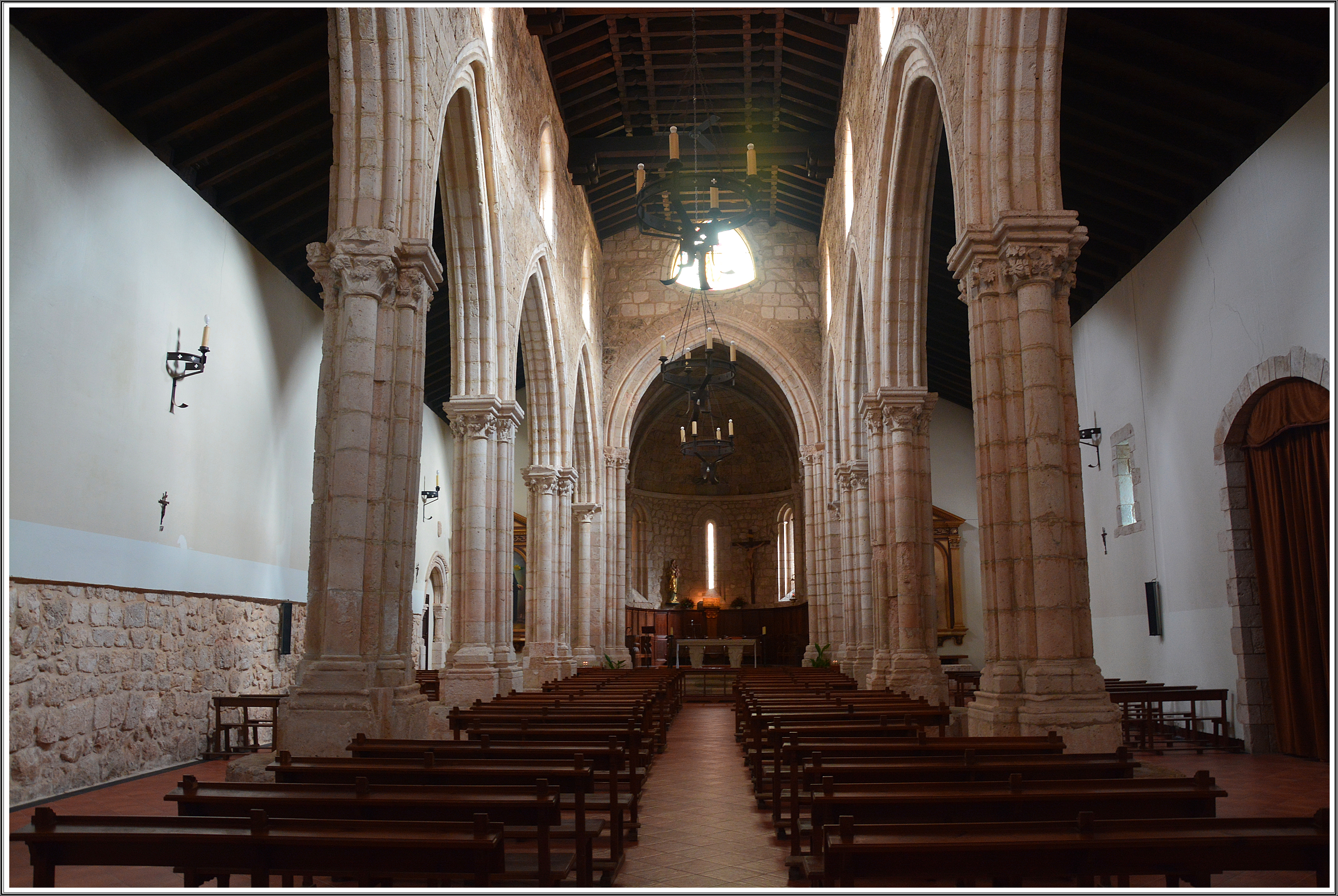
Interior de la iglesia

Se ubica en la localidad guadalajareña de Brihuega, en la comunidad autónoma de Castilla-La Mancha. Su construcción se habría iniciado en la primera mitad del siglo XIII, en tiempos de Rodrigo Jiménez de Rada, arzobispo de Toledo. A comienzos del siglo XVIII, diversas pertenencias del templo resultaron dañadas durante la Guerra de Sucesión, a causa de la actuación de las tropas fieles al archiduque. Antonio Herrera Casado la considera «la más bella» de las iglesias briocenses.
Está incluida dentro del Conjunto Histórico de la Villa de Brihuega, que en la actualidad cuenta con el estatus de bien de interés cultural.